# Nghệ thuật đá Vùng Hail
Nghệ thuật đá Vùng Hail (tiếng Ả Rập:الفنون الصخرية في منطقة حائل) là một Di sản thế giới của UNESCO nằm tại Ả Rập Xê Út. Nó bao gồm hai khu vực nằm trong sa mạc của vùng Hail. Một địa điểm nằm ở dãy núi Om Sinman, gần thành phố cổ Jubbah; địa điểm còn lại nằm ở Al-Manjor và Raat tại Shuwaymis.
Một hồ nước ở chân của dãy Om Sinman đã biến mất từng là một hồ nước ngọt cung cấp nước cho con người và động vật ở phía nam sa mạc Narfoud Lớn. Tổ tiên của những người Ả Rập đã để lại những dấu tích về cuộc sống của họ qua những bức tranh khắc đá và chữ khắc đá. Còn tại Al-Manjor và Raat hình thành hình thành các vách đá của một Wadi giữa sa mạc. Các hình khắc đá ở đây đại diện cho các nhân vật, con người và động vật có lịch sử 10.000 năm.